# Cine de Polonia

Imagen ilustrativa de una claqueta con la bandera de Polonia.

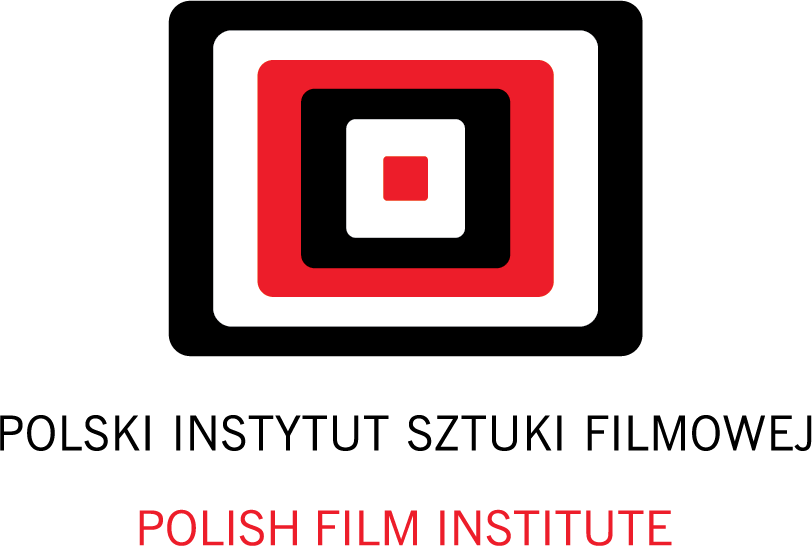
El Instituto Polaco de Cine, una de las organizaciones más importantes del cine polaco.

El cine de Polonia (en polaco: Kinematografia w Polsce) comprende el arte del cine y películas creativas realizadas dentro de la nación de Polonia o por cineastas polacos en el extranjero. De hecho, la historia del cine en Polonia es casi tan larga como la historia de la cinematografía, y tiene logros universales, a pesar de que las películas polacas suelen tener menos presencia en el mercado en comparación con otras películas europeas.
Desde 1955 en adelante, las obras de directores de la llamada Escuela polaca de cine tuvieron una gran influencia en las tendencias contemporáneas, como la Nueva ola francesa, el neorrealismo italiano o incluso el posterior cine clásico de Hollywood. Después de la Segunda Guerra Mundial y a pesar de la censura que impuso la Polonia comunista, cineastas como Roman Polański, Krzysztof Kieślowski, Agnieszka Holland, Andrzej Wajda o Andrzej Żuławski influyeron en el desarrollo de la cinematografía. En los últimos años, aunque ya sin lucha contra la censura y con un gran número de cineastas independientes en todos los géneros, las producciones polacas suelen estar más inspiradas por el cine estadounidense. Entre otros directores, destacan Paweł Pawlikowski, con su película Ida, premio Óscar a la mejor película extranjera.

## Festivales de cine
Polonia organiza festivales internacionales de cine anualmente, entre los que destacan:
- Festival Internacional de Cine de Varsovia
- Festival de Cine de Cracovia
- Festival de Cine de Gdynia (hasta 2011 conocido como Festival de Cine de Polonia)
- Festival Internacional de cine independiente Off Plus Camera